# Liste des lieux patrimoniaux du comté de Renfrew
Cet article recense les lieux patrimoniaux du comté de Renfrew inscrits au répertoire des lieux patrimoniaux du Canada, qu'ils soient de niveau provincial, fédéral ou municipal.

## Liste
- Haut – A
- B
- C
- D
- E
- F
- G
- H
- I
- J
- K
- L
- M
- N
- O
- P
- Q
- R
- S
- T
- U
- V
- W
- X
- Y
- Z

| [ 1 ] | Lieu patrimonial                   | Illustration                       | Municipalité | Adresse             | Coordonnées      | No   | Constr. | Prot.       | Rec. | Notes |
| ----- | ---------------------------------- | ---------------------------------- | ------------ | ------------------- | ---------------- | ---- | ------- | ----------- | ---- | ----- |
| F     | Bosquet et maison Gillies          | Téléverser                         | Arnprior     | 412, Gillies Grove  | 45.445 -76.3584  | 4213 | 1937    | LHN         | 1994 |       |
| F     | Manège militaire                   | Téléverser                         | Pembroke     | 177 Victoria Street | 45.827 -77.1139  | 4707 | 1914    | ÉFP reconnu | 1992 |       |
| F     | Bâtiment F-16                      | Téléverser                         | Petawawa     | BFC Petawawa        | 45.9182 -77.291  | 9540 | 1953    | ÉFP reconnu | 1995 |       |
| F     | Immeuble du Gouvernement du Canada | Immeuble du Gouvernement du Canada | Renfrew      | 249 Raglan Street   | 45.4714 -76.6847 | 4672 | 1908    | ÉFP reconnu | 1995 |       |